# Takahe
A takahe (Porphyrio hochstetteri) a madarak osztályának darualakúak (Gruiformes) rendjébe, a guvatfélék (Rallidae) családjába tartozó új-zélandi madárfaj. 1948-ig kihaltnak hitték.

## Előfordulása
A takahe félreeső, megközelíthetetlen völgyekben él az Új-Zéland Déli-szigetén található Fiordland Nemzeti Parkban. Elterjedési területe a Te Anau-tótól nyugatra fekvő Murchison- és Kepler-hegységre, itt is csak a madárról elnevezett „Takahe-völgyre” korlátozódik.
Magashegységekben él, hideg időben alacsonyabb területre húzódik.
Legközelebbi rokona a kihalt északi-szigeti takahe.

## Megjelenése
A takahe a guvatfélék családjának legnagyobb termetű tagja, testhossza 63 centiméter. Erős vörös csőre és homlokpajzsa van. Tollazatára a kék, zöld és a barna szín a jellemző. Lába erős és vörös.

## Életmódja
Pázsitfüvek magvaival és zöld részeivel táplálkozik. Lábával leszorítja a fűcsomót, majd csőrével leszakítja a megfelelő részeket.

## Szaporodása
A takahék egy életre állnak párba. A tojó talajmélyedésekbe rakja fészkét, melyet fűvel és levelekkel bélel ki. Egy költéskor jellemzően egy vagy két tojást rak. A fiókák feketék, csőrük is fekete. Kikelésük után pár nappal elhagyják a fészket, de szüleik még hetekig táplálják őket.
|  |

## Természetvédelmi helyzete
Amikor az európaiak megjelentek Új-Zélandon a maoriktól hallottak egy takahe nevű madárról, amely nem tud repülni. Mivel azonban csak megkövesedett csontmaradványokat találtak, azt hitték, hogy a faj kihalt. 
1847-ben Walter Mantell új-zélandi természetbúvár csontokat ásott ki Waingongorünál és Waganuinál, az Északi-szigeten. A csontokról kiderült, hogy egy zömök, nem repülő guvatféle fajtól származnak, amely legközelebbi rokonságban a Porphyrio nem fajaival áll. Az Északi-sziget maori őslakói nagyon jól ismerték a fajt, melyre korábban évekig vadásztak és melyet ők „moho” néven ismertek, de azt állították róla, hogy már régóta nem látták.
A csontokról a fajt Richard Owen brit őslénykutató írta le és a Notornis mantelli nevet kapta.
1849-ben azonban egy fókavadász táplálékkeresés közben megölt egy takahét. Bőrét Mantell megvette és elküldte a British Múzeumba. Kiderült, hogy a Déli-szigeten lakó maorik „takahe” néven ismerik a madarat, de akkoriban már ők is csak nagyon ritkán találkoztak vele. 1851-ben újabb két példányt fogtak a Déli-szigeten. Ezt követően a takahe 28 évre eltűnt és már-már kihaltnak hitték, amikor 1879 decemberében egy nyúlcsapda fogott egyet, nem messze a Déli-sziget legdélebbi végén található Te Anau-tótól.
A déli és az északi szigeti példányok múzeumi egyedeit összehasonlítva kiderült, hogy tulajdonképpen két külön fajhoz tartoztak, így a Déli-szigetről származó egyedeket Porpyrio hochstetteri néven elkülönítették az Északi-szigeten egykor élt, s csak ott talált csontmaradványok alapján leírt fajtól.
1898 augusztusának elején egy déli-szigeti farmer kutyája fogott egy takahét élve, ismét a Te Anau-tó környékén. Most először egy teljes példány konzerválására került sor.
Ezután a takahe újból eltűnt, ezúttal hosszabb időre, mint korábban bármikor. 1948-ig majdnem 50 év múlt el anélkül, hogy egyetlen takahe-észlelést is feljegyeztek volna.
Ekkor egy új-zélandi expedíció indult a takahe utolsó ismert tartózkodási helyére a Déli-sziget legdélebbi részén található Fjordlandra, a Te Anau-tó környékére. A korábbi információgyűjtésekből kiderült, hogy a tavat övező hegyekben keleti irányban van egy másik, még nagyobb tó, melynek völgyében még előfordulhat ez a rejtőzködő madár.
Mikor a kutatók 1948 novemberében megérkeztek a völgybe, ott a takahe egy kisebb, nagyjából 20 párból álló fészkelő kolóniájára bukkantak. Az új-zélandi természetvédelmi hatóságok ezt követően az egész térséget védett zónává nyilvánították, melybe senki nem léphet be külön kormányzati engedély nélkül.
A védelemnek köszönhetően a takahe állománya lassú gyarapodásnak indult. Teljes állománya mára 180-250 költőpárból áll. Egy fogságban való szaporítási program is indult Új-Zélandon, melynek során fészkekből kivett takahetojásokból neveltek fel madarakat. A takaheszülők a kivett tojásokat újakkal pótolták, így ez az akció nem veszélyeztette a faj fenaradását. A fogságban felnevelt madarakat azután ragadozóktól mentessé tett kisebb szigetekre – például a Mana-szigetre – telepítették be, ahol azóta kisebb kolóniák alakultak ki.
A takahe mindezek ellenére ma is veszélyeztetett fajnak számít, állománya csak a védelmi programnak köszönhetően tartható fenn. Fő veszélyeztető tényezői az Új-Zélandra betelepített emlős ragadozók (melyeket folyamatosan irtanak a Takahe-völgy környékén) és a szintén betelepített gímszarvas, mely elfogyasztja a takahe legfőbb tápláléknövényeit.
A takahe őshazája feltehetően nem a hegyvidéki réteken volt, oda csak a maorik folyamatos vadászata miatt húzódott vissza. Korábban alacsonyabban fekvő, termékenyebb vidékeken élhetett, ahol több volt a táplálék. Megritkulásának oka lehetett a vadászat mellett a hegyvidéki élőhelyek táplálékszegénysége miatt lelassult szaporodási üteme is.

## A faj az irodalomban
- A takahe újrafelfedezése és a faj megmentése érdekében tett erőfeszítések ihlették Gerald Durrell A hahagáj című regényét (eredeti angol címe: The Mockery Bird, szó szerinti fordításban kb. A csúfolódó madár).[1] A regényben a takahe a címben szereplő madárfaj mintájául szolgál, amely a Zenkali nevű, fiktív trópusi szigeten él, és azon túl, hogy egykor a két őslakos törzs egyike istenként imádta (a francia gyarmatosítók általi [vélelmezett] teljes kiirtásáig, ami nem tett jót az adott törzshöz tartozók lelki egyensúlyának), a könyv végére kiderül, hogy a sziget teljes gazdaságát fenntartó ökológiai rendszer egyik nélkülözhetetlen láncszeme is.

## Fordítás
- Ez a szócikk részben vagy egészben  a   Südinseltakahe című német Wikipédia-szócikk fordításán alapul.  Az eredeti cikk szerkesztőit annak laptörténete sorolja fel. Ez a jelzés csupán a megfogalmazás eredetét és a szerzői jogokat jelzi, nem szolgál a cikkben szereplő információk forrásmegjelöléseként.